# Hawalli (muhafaza)
Hawalli (arab. ‏حولي‎) – muhafaza we wschodnim Kuwejcie, ze stolicą w mieście Hawalli. W 2014 roku liczyła 890,5 tys. mieszkańców. Muhafizem jest szejk Ahmad Nawwaf al-Ahmad al-Dżabir as-Sabah.
Graniczy z następującymi muhafazami: na północnym zachodzie z Al-Asimą, na południowym zachodzie z Al-Farwanijją i na południu z Mubarak al-Kabir (wydzielona z obszaru Hawalli w 2000 roku); na północy i wschodzie ma dostęp do Zatoki Perskiej. 
Z muhafazy Hawalli pochodzą kluby sportowe: Al-Kadisijja i As-Salimijja.